# Ceracis thoracicornis
Ceracis thoracicornis là một loài bọ cánh cứng trong họ Ciidae. Loài này được Ziegler miêu tả khoa học năm 1845.